# رافاييل (اسم)
رافاييل (بالإنجليزية: Raphael)‏ و (بالعبرية: רָפָא) هو اسم علم شخصي مذكر من أصل عبري، هذا الاسم منتشر في الدول الغربية ومعنى الاسم هو الله يشفي وهو مقدس عند المسيحيين واليهود نسبةً للملاك رفائيل.

## الشخصيات
- رفائيل رسام ونحات إيطالي
- رافاييل فاران لاعب كرة قدم فرنسي
- رافاييل نادال لاعب كرة مضرب إسباني
- رافاييل بينيتيز لاعب ومدرب كرة قدم إسباني
- رافاييل فان در فارت لاعب كرة قدم هولندي
- رافاييل أمادور لاعب كرة قدم مكسيكي
- رافاييل أريفالو مارتينيز صحفي وشاعر غواتيمالي
- رافاييل أنخيل كالديرون سياسي ورئيس كوستاريكي
- رافاييل أنخيل كالديرون فورنييه سياسي ورئيس كوستاريكي
- رافاييل إريك سياسي فنلندي
- رافاييل بيريرا دا سيلفا لاعب كرة قدم برازيلي
- رافاييل بآسيو سياسي فنلندي
- رافاييل ساباتيني روائي إيطالي بريطاني
- رافاييل غيريرو لاعب كرة قدم برتغالي
- رافاييل فارينا كاردينال إيطالي
- رافاييل فرانكو سياسي ورئيس بارغواياني
- رافاييل كابرال لاعب كرة قدم برازيلي
- رافاييل كاماتشو لاعب كرة قدم برتغالي
- رافاييل كايتانو دي أراوجو لاعب كرة قدم برازيلي
- رافاييل كاردوسو ممثل برازيلي
- رافائيل ليوناردو كاييخاس روميرو سياسي واقتصادي ورئيس هندوراسي
- رافاييل لومباردو سياسي إيطالي
- رافاييل ماركيز لاعب كرة قدم مكسيكي
- رافاييل مونيو معماري إسباني
- رافاييل نونيث سياسي ورئيس كولومبي
- رافائيل سوبيس لاعب كرة قدم برازيلي